# Two Steps from Hell
 A Two Steps from Hell egy amerikai produkciós zenei társulat Los Angelesben (Kalifornia), amelyet Thomas Bergersen és Nick Phoenix alapított 2006-ban. A társulat elsősorban a filmekhez és az előzetesekhez készít zenéket, és olyan filmek zenéihez is nevét adta, mint a Csillagok között (Interstellar), a Harry Potter, A Karib-tenger kalózai és az X-Men.

## Története
A Two Step from Hell 2006-ban alakult, miután Thomas Bergersen és Nick Phoenix összefogott, hogy zenéket komponáljanak filmelőzetesekhez. Bergersen 2003-ban a norvégiai Trondheimből az Egyesült Államokba költözött Phoenixszel együtt, aki már 1997-ben elkezdett zenéket szerezni, még azelőtt, mielőtt Los Angelesbe költözött volna. 2006 elején alapították a társulatot, és azóta több mint 1000 nagy mozifilm előzetes zenét szereztek.

### Név eredete
A társulat 2006-os alapításakor Bergersen olyan nevet keresett, ami felhívja magára a figyelmet, és megegyezik egy régi angol közmondással: "All PR is good PR." - "Minden közönségkapcsolat jó közönségkapcsolat". A név ötlete a "Two Steps From Heaven" nevű norvég szórakozóhelytől származott.

### Főbb szereplései
A társulat zenéi a következőkben szerepeltek:
- Előzetesekben, de máshol is felhasználhatók: Harry Potter és a Főnix rendje, Harry Potter és a halál ereklyéi: 1. rész, Harry Potter és a halál ereklyéi: 2. rész, Star Trek, Sötétségben – Star Trek, A sötét lovag, The Fighter, A majmok bolygója: Lázadás, Tron: Örökség, Anna Karenina, Nem vénnek való vidék, 2012, Amerika Kapitány: Az első bosszúálló, Bosszúállók, X-Men: Az elsők, X-Men: Az eljövendő múlt napjai, A Karib-tenger kalózai: A világ végén, Super 8, Eredet, Z világháború, Tintaszív, Narnia krónikái: A Hajnalvándor útja, Lincoln, WALL-E, Fel, Alkonyat – Napfogyatkozás, A leleményes Hugo, Tolvajok városa, A pap – Háború a vámpírok ellen, Perzsia hercege: Az idő homokja, Csillagok között,The Man Who Knew Infinity, Neon Genesis Evangelion, Batman Superman ellen – Az igazság hajnala és Aquaman.
- Videojátékokban, mint például a Might &amp; Magic Heroes VII, Resident Evil 6, Mass Effect 2, Mass Effect 3, PlanetSide 2, Killzone 3, Star Wars: The Old Republic, The Elder Scrolls Online, League of Legends, The Witcher 3: Wild Hunt, F1 2013, Assassin's Creed IV: Black Flag és Uncharted 4: A Thief’s End.
- Olyan televíziós sorozatokban, mint a Breaking Bad – Totál szívás,[6] Ki vagy, doki?, Trónok harca, Sherlock, I'm a Celebrity...Get me Out of Here!, Revolution, Homeland, The Walking Dead, Odaát, Merlin kalandjai, Trollvadászok, Deadliest Warrior, Nathan for You, The World Wars, Wild Planet: North-America. Az Archangel című zeneszám az azonos nevű albumról a Britain's Got Talent egyik epizódjában is felhasználásra került. A "Nero" nevű zenét a Csúcsmodellek-ben is használták.

## Nyilvános albumok
Forrás:
- Invincible (2010) – A legnépszerűbb Two Steps from Hell zenék összeállítása.
- Illusions (2011) – Thomas Bergersen szólóalbuma, korábban Nemesis II címmel.
- Archangel (2011) – Még több népszerű Two Steps from Hell zene összeállítása.
- Demon's Dance (2012) – Számos album zenéinek összeállítása, amik több műfajon átívelnek, csak a Two Steps from Hell alkalmazásban érhető el iOS-en és Androion.
- Halloween (2012) – Több bemutató albumról ismert horrorzenék összeállítása, számos más műfajú zenével együtt.
- SkyWorld (2012) – Első nyilvános album, ami szinte csak új zenéket tartalmaz.
- Classics Volume One (2013) – Korábban még kiadatlan zenék összeállítása.
- Speed of Sound (2013) – Nick Phoenix album. Teljesen új zenék.
- Miracles (2014) – Egy drámai, érzelmes album a legjobb Illumina, Dreams & Imaginations, Two Steps From Heaven zenékből és a Thomas Bergersen által komponált néhány új zenével.[8]
- Sun (2014) – Thomas Bergersen új zenéi. Az Illusions folytatása.
- Battlecry (2015) – Nyilvános album; a SkyWorld folytatása, és az első nyilvános album, ami két lemezen jelent meg. Később, 2017-ben újból megjelent Battlecry Anthology néven, amely az eredeti album összes zenéjének instrumentális és zenekari változatát tartalmazza.[9]
- Legacy (2015) – Japán exkluzív album, ami korábbi nyilvános albumokból összeállított zenéket tartalmaz.[10]
- Classics Volume Two (2015) – Új és korábban kiadatlan számok összeállítása.
- Two Steps from Hell: Ringtones (2016) – A Google Playen megjelent csengőhangok gyűjteménye.[11]
- Vanquish (2016) – Felicia Farerre, Asja Kadric, Jenifer Thigpen és Linea Adamson énekes énekeit tartalmazza.[12]
- Unleashed (2017) – Merethe Soltvedt, CC White, Felicia Farerre, Uyanga Bold, Nick Phoenix és Linea Adamson énekes énekeit tartalmazza.[13]
- Impossible (2018) – A második japán exkluzív album, olyan korábbi nyilvános albumokból összeállított zenékkel, mint a Battlecry, a Vanquish, az Unleashed és a Classics Volume Two.
- Dragon (2019) – Felicia Farerre, Merethe Soltvedt és Uyanga Bold énekes énekeit tartalmazza.
- Humanity (2020) – Hét fejezetes album Thomas Bergersen összes új zenéjével. A Sun és az Illusions folytatása.
- Dragon II (Bejelentett) – Thomas Bergersen jelentette be a Dragon premierjének élő közvetítése során.
- Mind Tracer (Bejelentett) – Bejelentve a Two Steps from Hell Facebook-oldalán. Leírásuk szerint "szintetikus és intenzív vonósokkal van tele".

## Külső hivatkozások
- Hivatalos weboldal
- Two Steps from Hell a Facebookon
- Two Steps from Hell a YouTube-on

## Fordítás
- Ez a szócikk részben vagy egészben  a   Two Steps from Hell című angol Wikipédia-szócikk ezen változatának fordításán alapul.  Az eredeti cikk szerkesztőit annak laptörténete sorolja fel. Ez a jelzés csupán a megfogalmazás eredetét és a szerzői jogokat jelzi, nem szolgál a cikkben szereplő információk forrásmegjelöléseként.